# 李泰 (正統戊辰進士)
李泰（1427年—1469年），字文通，順天府香河縣人。明朝政治人物。

## 生平
正統十三年（1448年），登進士，改庶吉士，授翰林院編修，歷任左春坊司直郎，成化年間，官至詹事府詹事，兼翰林院侍講學士，卒年四十三。